# Korpsgruppe
Korpsgruppe, Panzergruppe und häufig einfach nur Gruppe war in der Wehrmacht die Bezeichnung für eine improvisierte, d. h. zeitlich befristet aufgestellte, Armee. Im Unterschied zu einer regulären Armee existierte kein Armeeoberkommando (AOK), die Führung der Korpsgruppe übernahm das Korpskommando eines der beteiligten Korps (nach dessen Oberbefehlshaber die Korpsgruppe meist benannt war).
1944/45 wurden improvisierte Armeekorps als Korpsgruppe bezeichnet.
Der Begriff wird in der Literatur auch irrtümlich für die Korpsabteilungen verwendet (erkennbar an deren typischer Bezeichnung mit Buchstaben).
Auf Heeresgruppeebene existierte die entsprechende Bezeichnung „Armeegruppe“, für eine improvisierte, d. h. zeitlich befristet aufgestellte, Heeresgruppe.

## Beispiele
- Panzergruppe Kleist wurde am 5. März 1940 unter Generaloberst von Kleist aufgestellt. Chef des Stabes war Oberst Kurt Zeitzler. Diese Panzergruppe war der erste derartige Verband der Wehrmacht, der gepanzerte und motorisierte Truppen in Form mehrerer Armeekorps bündelte und führte den ersten operativ unabhängigen Einsatz der Panzertruppe in der Kriegsgeschichte. Sie bestand aus fünf Panzer- (die Hälfte der Panzerdivisionen der damaligen Wehrmacht) und drei motorisierten Divisionen und bündelte somit rund die Hälfte der beim Angriff auf Frankreich verfügbaren Kampfpanzer. Unterstellt waren:
  - XIX. Armee-Korps des General Guderian (1. Panzer-Division (Gen. Kirchner), 2. Panzer-Division (Gen. Veiel), 10. Panzer-Division ((Gen. Schaal), Infanterie-Regiment Großdeutschland))
  - XXXXI. Armeekorps des General Reinhardt (6. Panzer-Division, 8. Panzer-Division, 20. (mot.) Infanterie-Division (von Wiktorin))
  - der Panzergruppe unmittelbar unterstellte Verbände
- Panzergruppe Guderian wurde auf Befehls Hitlers vom 28. Mai 1940 aufgestellt und bestand vom 1. Juni bis zum 25. Juni 1940 (dem Ende des Westfeldzuges). Der Stab wurde aus dem Generalkommando des XIX. Armee-Korps gebildet. Oberbefehlshaber war General der Panzertruppe Guderian[1]. Unterstellt waren:
  - XXXIX. Armee-Korps des General Schmidt (1. Panzer-Division, 2. Panzer-Division, 29. (mot.) Infanterie-Division)
  - XXXXI. Armeekorps des General Reinhardt (6. Panzer-Division, 8. Panzer-Division, 20. (mot.) Infanterie-Division)
  - der Panzergruppe unmittelbar unterstellte Verbände

Die Panzergruppe Guderian wurde der 12. Armee unter Generaloberst List unterstellt, welches wiederum der Heeresgruppe A unter Generaloberst von Rundstedt unterstellt war.

### Beispiele 1944/45
- Korpsgruppe Wietersheim (besteht im August 1943 aus 11. Panzer-Division, 198. Infanterie-Division und Flak-Regiment 18)
- Korpsgruppe von Tettau (Februar 1945 aus Division Köslin, Division Bärwalde und später 163. Infanterie-Division)
- Korpsgruppe von Rappard (Ende Januar aufgestellt aus den Einheiten der 7. Infanterie-Division, Einheiten der Luftwaffe und der Marine sowie abgekämpfte Heereseinheiten)